# Centrala Rozpowszechniania Filmów
Centrala Rozpowszechniania Filmów – polskie przedsiębiorstwo państwowe, istniejące w latach 1949–1990. W okresie swego istnienia jedyny polski dystrybutor kinowy działający w okresie Polskiej Rzeczypospolitej Ludowej. Oprócz dystrybucji filmowej spółka prowadziła statystyki rozpowszechniania filmów na terenie kraju.
Powstała na mocy zarządzenia Ministra Kultury i Sztuki z dnia 29 grudnia 1949 roku o utworzeniu przedsiębiorstw państwowych pod nazwą: „Wytwórnia Filmów Dokumentalnych”, „Łódzkie Zakłady Kinotechniczne”, „Warszawskie Zakłady Fotochemiczne”, „Bydgoskie Zakłady Fotochemiczne”, „Centrala Zaopatrzenia Materiałowego Filmu Polskiego”, „Wytwórnia Filmów Fabularnych” i „Centrala Rozpowszechniania Filmów”. Jego siedzibą znajdowała się przy ulicy Mazowieckiej 6/8 w Warszawie, spółka posiadała też kilka oddziałów regionalnych. Do 1987 roku podlegała Naczelnemu Zarządowi Kinematografii.
W trakcie działalności kilkakrotnie zmieniała nazwę – w zależności od okresu, znana była jako Centrala Wynajmu Filmów, Zjednoczenie Rozpowszechniania Filmów i Przedsiębiorstwo Dystrybucji Filmów. Ostateczną nazwą była Centrala Dystrybucji Filmów, pod jaką spółka działała w momencie likwidacji w 1990 roku.